# Ernst Heinkel

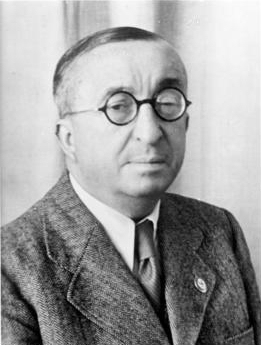
Ernst Heinkel, 1942

Ernst Heinrich Heinkel (* 24. Januar 1888 in Grunbach (Oberamt Schorndorf), Königreich Württemberg; † 30. Januar 1958 in Stuttgart) war ein deutscher Ingenieur, Flugzeugkonstrukteur und Werkleiter.

## Kindheit und Jugend
Am 24. Januar 1888 wurde Ernst Heinrich Heinkel als zweiter Sohn des Flaschnermeisters Karl Heinkel und seiner Frau Katharine (geb. Xander) im württembergischen Grunbach geboren. Der temperamentvolle und ehrgeizige Junge besuchte die Realschule in Schorndorf und die Realanstalt in Cannstatt. Dort erhielt er am 31. Juli 1903 das Reifezeugnis. Nach der Schule absolvierte er ein Praktikum bei einer Gießerei in Berg bei Stuttgart und in der Maschinenfabrik Grotz in Bissingen.

## Studium und erste Flugversuche
Mit dem Herbstsemester 1907 begann Ernst Heinkel ein Maschinenbaustudium an der Technischen Hochschule Stuttgart und wurde Mitglied der Stuttgarter Burschenschaft Ghibellinia.
Am 5. August 1908 erlebte er als Augenzeuge das Unglück des Zeppelins LZ 4 in Echterdingen bei Stuttgart, bei dem dieser völlig zerstört wurde. Nach diesem Vorfall reifte in Heinkel der Entschluss, sich dem Flugmaschinenbau zuzuwenden. Dazu besuchte er auch Vorlesungen zum Flugzeugbau an der Stuttgarter TH. Am 17. Oktober 1908 erhielt Heinkel das Vorprüfungszeugnis für Kandidaten des Maschineningenieurfachs.
Inzwischen vernachlässigte Heinkel sein Studium immer mehr und arbeitete an Entwürfen zu seinem ersten Flugapparat. Dazu orientierte er sich an den Doppeldeckern von Henri Farman und besuchte 1909 in Frankfurt am Main die erste internationale Flugschau in Deutschland.
Durch einen Monteur, der ebenfalls einen Flugapparat bauen wollte, lernte Heinkel den Besitzer einer Werkstatt für Feinmechanik und Maschinenbau kennen, den er für seine Pläne begeisterte. Werkstattinhaber Friedrich Münz half dem Studenten mit Material und einem Saal in der Werkstatt. Dort begannen Heinkel und mehrere Helfer 1910 mit dem Bau des Flugapparates. Den Bau finanzierte Heinkel anfangs mit Bittbriefen an Firmen, Institutionen und Privatpersonen, zeitweise half auch seine Familie mit Geld. Den ersten Motor organisierte Münz, über dessen Kontakte Heinkel auch eine alte Reithalle erwerben und auf dem Cannstatter Wasen an der Artillerieschanze errichten konnte. Unterdessen brachte Heinkels Verlobte Helene Pauline (Paula) Zeitter am 27. Juli 1910 Sohn Karl zur Welt.
Es folgten unzählige Roll- und Flugversuche auf dem Wasen, die Heinkel fast mit dem Leben bezahlte: Am 19. Juli 1911 stürzte er mit seinem Flugapparat aus ca. 30 Metern Höhe über Untertürkheim ab und verletzte sich schwer.

## Erste Flugzeuge
Am 26. August 1911 wurde Heinkel bandagiert und auf Krücken aus dem Krankenhaus entlassen. Ihm war klar, dass er selbst nie wieder fliegen würde, aber Flugzeuge bauen wollte. Der junge Student versuchte nun, anderswo praktische Erfahrungen zu sammeln und seinen Lebensunterhalt zu bestreiten. Am 1. Oktober 1911 trat er eine Stelle als Konstrukteur bei der Luft-Verkehrs-Gesellschaft A.G. (LVG) an.
Die LVG baute im Laufe des Jahres 1911 zwei Doppeldeckertypen, die auf Farman-Doppeldeckern beruhten, dann begann im November 1911 der Schweizer Ingenieur Franz Schneider als technischer Leiter und Chefkonstrukteur für das Unternehmen zu arbeiten und entwickelte im Laufe des nächsten Jahres anhand seiner detaillierten Unterlagen drei Eindecker und zwei Doppeldecker, von denen 18 Exemplare an die Heeresverwaltung verkauft wurden.
Heinkel verdiente inzwischen 300 Mark monatlich. Das erlaubte ihm, eine eigene Wohnung in Johannisthal zu mieten und seine Verlobte Paula am 15. Juni 1912 in Stuttgart zu heiraten.
Im Dezember 1912 wechselte Heinkel zu den Albatros Flugzeugwerken, wo er sein erstes eigenes Flugzeug, den Aufklärer Albatros B.II entwickelte. Während des gesamten Ersten Weltkriegs kam dieser Flugzeugtyp zum Einsatz. Im April 1914 ging Ernst Heinkel als Chefkonstrukteur zu den Hansa- und Brandenburgische Flugzeug-Werken, für die er unter anderem einige Wasserflugzeuge, darunter das Flugboot Hansa-Brandenburg CC und den Hansa-Brandenburg KDW entwarf, und deren Geschäftsführer er im Oktober des Jahres, neben Gottfried Krüger, wurde. Nach der Übernahme des Betriebs durch Camillo Castiglioni im Dezember 1914 wurde Heinkel technischer Direktor.
Wegen der Auflagen des Friedensvertrages von Versailles konnte Heinkel nach dem Krieg zunächst keine Flugzeuge bauen. Er gründete in seinem Heimatort Grunbach eine kleine Werkstatt, in der er Militärfahrzeuge umrüstete. Um 1920 konstruierte Heinkel für die Caspar-Werke in Travemünde einige Weiterentwicklungen seiner Hansa-Brandenburg-Maschinen, die ab 1921 von der Svenska Aero AB in Lidingö unter Mitarbeit von Carl Clemens Bücker, dem Gründer der späteren Bücker Flugzeugbau, montiert wurden.

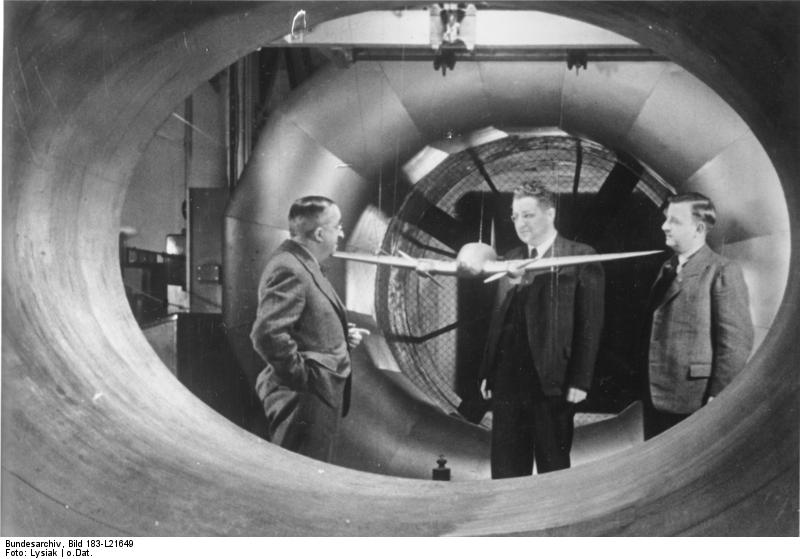
Heinkel (links) bei der Erprobung im Windkanal

## 1922 bis 1933 – Die Heinkel Flugzeugwerke
Am 1. Dezember 1922 gründete Ernst Heinkel in Rostock-Warnemünde sein eigenes Unternehmen, die Ernst Heinkel Flugzeugwerke. Aufgrund der Auflagen des Versailler Vertrages durften in Deutschland Flugzeuge nur mit technischen und zahlenmäßigen Einschränkungen gebaut werden. Dies führte dazu, dass Ernst Heinkel ausländische Auftraggeber suchte, für die er Flugzeuge entwarf, die dann unter Lizenz im Ausland gebaut werden konnten. Einen solchen Partner fand er in der Kaiserlich Japanischen Marine, für die Heinkel katapultgestartete Wasserflugzeuge lizenzbasiert in Schweden bei Svenska Aero AB bauen ließ. In Deutschland wurden seine Katapult-Wasserflugzeuge hingegen nur in der zivilen Seefahrt als Postflugzeuge auf den großen Passagierschiffen installiert.
Die im Auftrag der Deutschen Lufthansa entwickelte Heinkel He 70 war das mit Abstand schnellste Passagierflugzeug ihrer Zeit. Die Maschine erreichte 1932 bereits eine Geschwindigkeit von über 370 km/h, mit stärkeren britischen Rolls-Royce-Motoren dann über 400 km/h.
Aufgrund der Pionierleistungen im Bereich der aerodynamischen Verbesserungen der Flugzeugzelle wurde Ernst Heinkel 1925 zum Ehrendoktor durch die Technische Hochschule Stuttgart und 1932 durch die Rostocker Universität ernannt.

## 1933 bis 1945 – Zeit des Nationalsozialismus
Nach der „Machtergreifung“ der Nationalsozialisten trat Heinkel zum 1. Mai 1933 der NSDAP bei (Mitgliedsnummer 1.696.413). Im selben Jahr begann die vorerst noch geheim gehaltene neue deutsche Luftwaffe mit der Beauftragung von Flugzeugwerken zur Entwicklung und Herstellung von Kampfflugzeugen. Die He 111, ein zweimotoriger ursprünglich als Verkehrsflugzeug geplanter Bomber, fand dabei besondere Beachtung durch die Luftwaffenführung. In Oranienburg (Heinkel-Werke Oranienburg) nahe Berlin wurde zwischen 1936 und 1937 eigens ein großes Werk zur Fertigung der He 111 errichtet, das bei Staatsbesuchen als Vorzeigewerk und Symbol deutscher Industrieleistung präsentiert wurde. Obwohl diese Anlage den Namen „Ernst Heinkel Werke“ trug, war sie ausschließlich Eigentum der deutschen Luftwaffe und wurde erst später von Ernst Heinkel selbst gekauft.
Der Reichsminister für Volksaufklärung und Propaganda Joseph Goebbels berief Ernst Heinkel im Oktober 1933 in den Verwaltungsrat des Werberats der deutschen Wirtschaft.
1937 wurde Ernst Heinkel zum Wehrwirtschaftsführer ernannt, ungeachtet der häufigen Auseinandersetzungen zwischen Heinkel und verschiedenen Organisationen der NSDAP, insbesondere der SS.

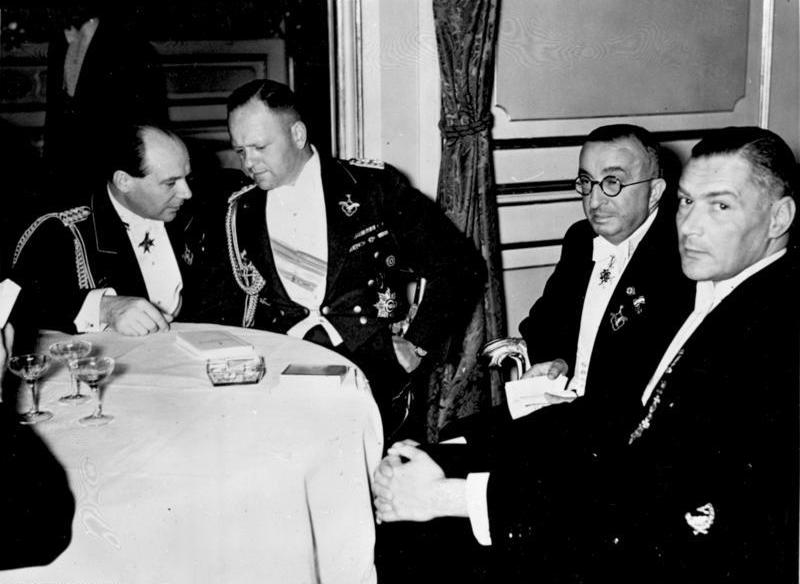
Herrenabend der Lilienthal-Gesellschaft im Neuen Palais zu Potsdam am 11. Oktober 1938, v. l. Ernst Udet, Erhard Milch und Ernst Heinkel, Aufnahme aus dem Bundesarchiv

Ernst Heinkel war besessen von der Idee, Hochgeschwindigkeitsflugzeuge zu entwickeln. Deshalb spendete er Wernher von Braun einige seiner Flugzeuge, damit von Braun an diesen seinen neuartigen Raketenantrieb erproben konnte. 1938/39 wurde mit der He 176 das erste mit Flüssigtreibstoff betriebene Raketenflugzeug der Welt getestet. In Hans von Ohain fand Heinkel den richtigen Visionär, denn sie teilten beide die gleiche Leidenschaft. Heinkel stellte von Ohain als Chefingenieur in seinen Werken an und dieser entwickelte mit seinem Team das Heinkel HeS 3, das erste Strahltriebwerk der Welt. Am 27. August 1939 startete das erste Strahlflugzeug der Heinkel
-Flugzeugwerke, die He 178, auf dem Flughafen Rostock-Marienehe.
1938 wurde Ernst Heinkel neben Ferdinand Porsche und Fritz Todt mit dem 1937 von Adolf Hitler neu gestifteten Deutschen Nationalpreis für Kunst und Wissenschaft ausgezeichnet, den er sich mit Willy Messerschmitt zur Hälfte (50.000 Reichsmark) teilte.
1939 erwarb Heinkel in Jenbach (Tirol) ein zuvor „arisiertes“ Metallwerk, das er technologisch erneuerte und auf Leichtmetallproduktion umstellte.
1943 referierte Heinkel bei einer Zusammenkunft der Reichsarbeitsgemeinschaft für das betriebliche Vorschlagswesen über das Betriebliche Vorschlagswesen (BVW), das er seit 1930 in seinen Werken eingeführt hatte. Sein Vortrag wurde unter dem Titel Meine Erfahrungen als Betriebsführer mit dem betrieblichen Vorschlagswesen von der Lehrmittelzentrale der Deutschen Arbeitsfront veröffentlicht und war ein wichtiges Werbeinstrument für das seit 1939 von den Nationalsozialisten stark forcierte BVW.
Ernst Heinkel war der Typus eines eigenwilligen Erfinder-Unternehmers und verfolgte eine Firmenstrategie, immer neue Werke und Tätigkeitsbereiche zu akquirieren. Mit seinem hierbei eingeschlagenen forschen Tempo zog er sich jedoch die Kritik maßgeblicher Vertreter der Rüstungswirtschaft zu und musste sich schließlich einer von der Rüstungsbehörde vorgegebenen finanziellen Konsolidierung beugen, die sich 1943 in der Gründung der „Ernst Heinkel AG“ (EHAG) niederschlug. Mit der Konstruktion der AG wurde Heinkels direkter Einfluss auf seine Betriebe mit einer Belegschaft von rund 50.000 Menschen, vorwiegend Zwangsarbeiter und KZ-Häftlinge, vorerst gestoppt. Zwar behielt er zwei Drittel des Gesellschaftskapitals, musste sich aber mit dem Posten eines Aufsichtsratsvorsitzenden begnügen.
Ein Großteil der Heinkel-Werke wurde 1945 zerstört bzw. enteignet und demontiert.
Der „Förderkreis Luft- und Raumfahrt Mecklenburg-Vorpommern e. V.“ in Rostock widmet seit 1993 seine Aktivitäten unter anderem der Luftfahrtgeschichte (Suche, Restaurierung, Erhalt von Gegenständen und Dokumenten). Von Heinkel wurden über 150 Konstruktionen der Luftfahrt entwickelt.

## 1945 bis 1958 – Nachkriegszeit
Die Beurteilung von Heinkels Rolle im Nationalsozialismus führte, vor allem durch von ihm selbst geschönte Darstellungen und Legenden um seine Person, zu Zerwürfnissen. Heinkel ließ bereits im Oktober 1945 eine Broschüre verteilen, die den Titel „Die Beziehungen von Herrn Prof. Dr. Ernst Heinkel zum Nationalsozialismus“ trägt und in der er sich zum Opfer und Gegner des NS-Regimes stilisierte. In einem Brief an die Entnazifizierungsbehörde teilte Heinkel mit: „Ich bin ja als Antifaschist bekannt […] Seit 1933 bin ich Parteigenosse, aber nie Nazi gewesen, ich hatte dauernd Krach mit den Gauleitern, Kreisleitern usw.“
Ernst Heinkel wurde 1948 verhaftet und zunächst als „Mitläufer“ des NS-Regimes, nach dem Berufungsverfahren jedoch aufgrund seiner Nähe zu dem Widerstandskreis von Canaris vor Kriegsende als „Entlasteter“ von den Alliierten eingestuft.
Sein Versuch, das 1939 erworbene Werk im österreichischen Jenbach, das nach Kriegsende als „Deutsches Eigentum“ eingestuft worden war, zurückzubekommen, scheiterte.
1950 begann der Neubeginn der Heinkel-Werke in Stuttgart mit der Produktion von Motoren, unter anderem für Veritas. Ab 1953 wurden Motorroller gebaut. Diese „Heinkel Tourist“ genannten Roller mit Viertaktmotor und in Öl laufendem Kettenantrieb wurden schnell wegen ihrer Robustheit berühmt. Im Jahr 1954 gründete Heinkel die „Ernst Heinkel Motorenbau GmbH“ in Karlsruhe. 1955 erweiterten die Heinkel-Werke das Sortiment mit der Heinkel Kabine um Rollermobile. Ab 1958 kehrten die Heinkel-Werke in Speyer mit der erneuten Flugzeugentwicklung unter dem Namen Ernst Heinkel-Flugzeugbau zu ihren Wurzeln zurück. Die Firma ging 1964 in der Vereinigte Flugtechnische Werke GmbH (VFW) – Fokker GmbH auf, die heute unter PFW Aerospace firmiert.

## Auszeichnungen
- 1937: japanischer Orden des Heiligen Schatzes, 3. Klasse[9]
- 1938 erhielt Heinkel zusammen mit Willy Messerschmitt den Deutschen Nationalpreis für Kunst und Wissenschaft
- Ernst Heinkel wurde zum Ehrenbürger der Gemeinde Remshalden, in der sein Geburtsort Grunbach aufgegangen ist, ernannt; die dortige Realschule war bis zum Schuljahr 2017/2018 nach ihm benannt und heißt seither Realschule Remshalden.[10]
- 1932 erhielt Ernst Heinkel die Ehrendoktorwürde der Universität Rostock.[11]

## Schriften (Auswahl)
- Kameradschaft der Luft. Wiking Verlag, Berlin 1938.
- Meine Flugzeuge im Großdeutschen Freiheitskampf. Wiking Verlag, Berlin 1941, DNB 361484038.

## Film
- Ernst Heinkel – Der Traum vom Fliegen. Dokumentarfilm, Deutschland, 2007, 44:20 Min., Buch und Regie: Jörg Herrmann, Produktion: Looks, NDR, Erstsendung: 5. Februar 2008 bei NDR, Inhaltsangabe von NDR.